# 동래원예고등학교
동래원예고등학교(東萊園藝高等學校)는 대한민국 부산광역시 동래구 온천동에 있는 공립 고등학교이다.

## 학교 연혁
- 1973년 11월 20일 : 부산한독원예학교(6학급) 설립인가
- 1974년 3월 1일 : 초대 김영길 교장 취임
- 1974년 3월 11일 : 개교(2학급 80명)
- 1977년 1월 8일 : 제1회 졸업(71명) <총 71명>
- 1978년 3월 1일 : 부산원예학교로 교명 변경
- 1987년 3월 1일 : 부산원예고등학교(9학급)로 교명 변경
- 1988년 3월 1일 : 동래원예고등학교로 교명 변경
- 1989년 12월 8일 : 장안 실습농장 매입(5,757평)
- 1999년 3월 1일 : 특성화고등학교로 개교
- 1999년 11월 13일 : 특수학급(1학급 15명) 인가
- 1999년 11월 17일 : 원예 및 식품가공 특성화고등학교로 지정
- 2004년 10월 30일 : 원예관 개관
- 2016년 3월 7일 : 비즈쿨 연구학교(부산광역시 교육청)
- 2017년 12월 19일 : 창업교육 연구학교 선정 (부산광역시교육청)
- 2024년 1월 5일 : 제48회 졸업(졸업생 138명, 누적 7,936명)
- 2024년 3월 1일 : 제16대 박형규 교장 취임
- 2024년 3월 4일 : 2024학년도 신입생 입학(152명)

## 설치 학과
- 식품가공과
- 산림자원과
- 도시원예과
- 화훼장식과
- 도시조경과
- 농산업유통과

## 참고 자료
- 동래원예고등학교 - 한국교육학술정보원 학교알리미